# Golpe de Estado de Skhirat
A tentativa de golpe de Estado de 10 de julho de 1971, também chamada de Golpe de Skhirat ou Matança de Skhirat, foi a primeira tentativa de golpe de Estado contra o regime de Hassan II, rei de Marrocos. Tratou-se de um assalto militar ao palácio de verão de Hassan II, localizado na praia de Skhirat, durante as comemorações do 42.º aniversário do monarca. O objetivo era atacar o rei e a elite dominante ali reunida para promover as mudanças políticas no Marrocos.
Esta tentativa de golpe foi liderada pelo general Mohamed Medbouh, pelo coronel Mohammed Ababou e pelo tenente-coronel M'hamed Ababou, mobilizando 120 cadetes da Academia Militar de Sargentos de Ahermoumou.
Provocou uma centena de mortos e cerca de 200 feridos entre os convidados do rei. Hassan II saiu ileso.
Para alguns analistas, o golpe marcou o início do período da história marroquina conhecido como Anos de Chumbo, que para outros já tinha sido iniciado na década de 1950.[carece de fontes?]